# Christian Münden

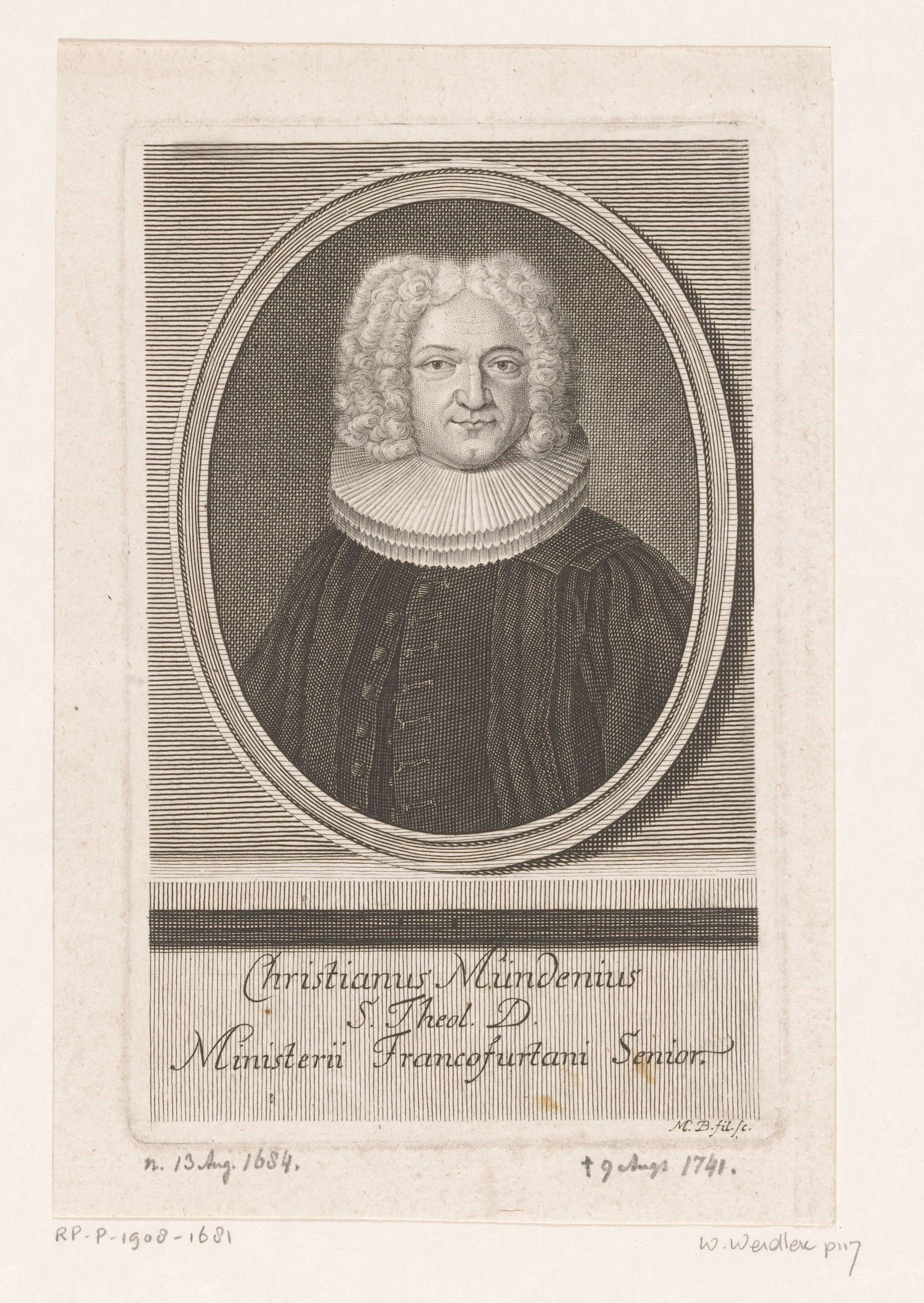
Christian Münden

Christian Münden (* 13. August 1684 in Burg auf Fehmarn; † 9. August 1741 in Frankfurt am Main) war ein deutscher evangelisch-lutherischer Theologe und Pfarrer.

## Leben
Münden stammte aus Burg auf Fehmarn, wo sein Vater Landesinspektor war. Er besuchte das Gymnasium in Lübeck und bezog 1701 die Universität Kiel zum Studium der Theologie. 1705 wechselte er an die Universität Leipzig, wo er die Magisterwürde erwarb und erste Vorlesungen über Altes Testament hielt. Nach dem Einfall der Schweden in Sachsen im Großen Nordischen Krieg floh er nach Göttingen, wo er 1708 Professor für Altgriechisch und Hebräisch am Gymnasium wurde. Als Verfasser von Schulprogrammen und gelehrten Abhandlungen, darunter ein etymologicum sacrum zum Neuen Testament, erwarb er sich wissenschaftliche Reputation. 1716 wurde er zum Pastor an der Johanniskirche ernannt.
1727 wechselte er wiederum von der Kanzel zum Katheder und folgte einem Ruf als ordentlicher Professor der Theologie an die Universität Helmstedt, verbunden mit der Würde eines Doctor theologiae. Von Helmstedt ging er 1730 nach Frankfurt am Main als Pfarrer der Katharinenkirche und Konsistorialrat. 1732 wurde er Senior des lutherischen Predigerministerium als Nachfolger des verstorbenen Johann Georg Pritius und Hauptprediger an der Barfüßerkirche. Im Konflikt innerhalb der Frankfurter Kirche vermittelte er zwischen lutherischer Orthodoxie und pietistischen Separatisten, um die Einheit der lutherischen Gemeinde zu erhalten. Die rechtliche Gleichstellung der Reformierten, die 1735 den Rat der Stadt um das Recht der freien Religionsausübung gebeten hatten, lehnte er allerdings vehement ab. Nach außen setzte er sich für die Judenmission in der Tradition Philipp Jacob Speners ein.
1737 ließ Münden zum 200-jährigen Jubiläum der Schmalkaldischen Artikel einen Neudruck mit einer von ihm verfassten Vorrede erscheinen und predigte an etlichen Sonntagen nacheinander über die Artikel. Der kaiserliche Resident in Frankfurt, Baron Wetzel, nahm daran Anstoß und erreichte eine Verurteilung durch den kaiserlichen Fiscus: Münden habe in seinen Predigten „constitutionswidrig“ die katholische Religion und den Gottesdienst geschmäht; die von ihm in öffentlichen Druck gegebenen Schmalkaldischen Artikel seien eine mit den gröbsten und härtesten Lästerungen angefüllte Schrift. Die Reichshofkanzlei verurteilte Münden zu einer Strafe von 20 Mark Gold und forderte die Konfiskation des Buches. Der Rat der Stadt Frankfurt verteidigte seinen Senior und rief das Corpus Evangelicorum um Unterstützung an. Das Corpus nahm sich der Sache an und ließ 1739 ein Interzessionsschreiben an Kaiser Karl VI. ergehen.
Münden starb am 9. August 1741 in Frankfurt am Main. Sein Nachfolger als Senior wurde Heinrich Andreas Walther.

## Werke (Auswahl)
- Dissertatio Theologica De Miracvlis Christi Salvatoris Nostri Contra Thomam Woolstonvm. Schnorr, Helmstedt 1730. (Digitalisat)
- Selectae theses theologicae universam doctrinam christianam exhibentes. Schnorr, Helmstedt 1730. (Digitalisat)
- Frankfurtische Religionsverhandlungen zwischen den Reformirten und dem Rath, Frankfurt am Main 1735
- Historischer Bericht von denen ersten Erfindern dieser Kunst, denen Franckfurtischen Buchdruckern und dem dritten Buchdrucker Jubel-Fest, Frankfurt am Main 1741